# Aziatisch kampioenschap voetbal onder 20
Het Aziatisch kampioenschap voetbal onder 20 (Engels:AFC U-20 Asian Cup) is een voetbaltoernooi dat wordt georganiseerd door de Asian Football Confederation (AFC). Deze competitie wordt sinds 1959 gehouden. Tussen 1959 en 1978 werd het toernooi elk jaar gehouden maar vanaf 1980 vindt het toernooi om de twee jaar plaats. Het toernooi kende verschillende competitieformats. Alle leden van de Aziatische voetbalbond mogen deelnemen aan de kwalificatie en aan de eindronde doen zestien teams mee. 

## Overzicht
| Aziatisch kampioenschap voetbal onder 19 (1959–2000)  |                              |                                                                                                 |                                                                                                 |                                                                                                 |                                                                                                 |                                                                                                 |                                                                                                 |
| Jaar                                                  | Gastland                     | Finale                                                                                          | Finale                                                                                          | Finale                                                                                          | wedstrijd voor 3e plaats                                                                        | wedstrijd voor 3e plaats                                                                        | wedstrijd voor 3e plaats                                                                        |
| Jaar                                                  | Gastland                     | Winnaar                                                                                         | Score                                                                                           | Verliezend finalist                                                                             | Derde plaats                                                                                    | Score                                                                                           | Vierde plaats                                                                                   |
| 1959 details                                          | Malakka                      | Zuid-Korea                                                                                      | 4                                                                                               | Malakka                                                                                         | Japan                                                                                           | 4                                                                                               | Hongkong                                                                                        |
| 1960 details                                          | Malakka                      | Zuid-Korea                                                                                      | 4–0                                                                                             | Malakka                                                                                         |                                                                                                 | 1                                                                                               |                                                                                                 |
| 1961 details                                          | Thailand                     | Indonesië Birma                                                                                 | 0–0 2                                                                                           |                                                                                                 | Thailand                                                                                        | 2–1                                                                                             | Zuid-Korea                                                                                      |
| 1962 details                                          | Thailand                     | Thailand                                                                                        | 2–1                                                                                             | Zuid-Korea                                                                                      | India                                                                                           | 3–0                                                                                             | Malakka                                                                                         |
| 1963 details                                          | Malakka                      | Zuid-Korea Birma                                                                                | 2–2 2                                                                                           |                                                                                                 | Thailand Hongkong                                                                               | 2–2 3                                                                                           |                                                                                                 |
| 1964 details                                          | Zuid-Vietnam                 | Israël Birma                                                                                    | 0–0 2                                                                                           |                                                                                                 |                                                                                                 | 1                                                                                               |                                                                                                 |
| 1965 details                                          | Japan                        | Israël                                                                                          | 5–0                                                                                             | Birma                                                                                           | Maleisië                                                                                        | 4–1                                                                                             | Hongkong                                                                                        |
| 1966 details                                          | Filipijnen                   | Israël Birma                                                                                    | 1–1 2                                                                                           |                                                                                                 | China Thailand                                                                                  | 3                                                                                               |                                                                                                 |
| 1967 details                                          | Thailand                     | Israël                                                                                          | 3–0                                                                                             | India                                                                                           | Birma                                                                                           | 4–0                                                                                             | Singapore                                                                                       |
| 1968 details                                          | Zuid-Korea                   | Birma                                                                                           | 4–0                                                                                             | Maleisië                                                                                        | Zuid-Korea Israël                                                                               | 3                                                                                               |                                                                                                 |
| 1969 details                                          | Thailand                     | Birma Thailand                                                                                  | 2–2 2                                                                                           |                                                                                                 | Iran                                                                                            | 2–1                                                                                             | Israël                                                                                          |
| 1970 details                                          | Filipijnen                   | Birma                                                                                           | 3–0                                                                                             | India                                                                                           | Zuid-Korea                                                                                      | 5–0                                                                                             | Japan                                                                                           |
| 1971 details                                          | Japan                        | Israël                                                                                          | 1–0                                                                                             | Zuid-Korea                                                                                      | Birma                                                                                           | 2–0                                                                                             | Japan                                                                                           |
| 1972 details                                          | Thailand                     | Israël                                                                                          | 1–0                                                                                             | Zuid-Korea                                                                                      |                                                                                                 | 1                                                                                               |                                                                                                 |
| 1973 details                                          | Iran                         | Iran                                                                                            | 2–0                                                                                             | Japan                                                                                           |                                                                                                 | 1                                                                                               |                                                                                                 |
| 1974 details                                          | Thailand                     | India Iran                                                                                      | 2–2 2                                                                                           |                                                                                                 |                                                                                                 | 1                                                                                               |                                                                                                 |
| 1975 details                                          | Koeweit                      | Iran Irak                                                                                       | 0–0 2                                                                                           |                                                                                                 | Koeweit Noord-Korea                                                                             | 2–2 3                                                                                           |                                                                                                 |
| 1976 details                                          | Thailand                     | Iran Noord-Korea                                                                                | 0–0 2                                                                                           |                                                                                                 |                                                                                                 | 1                                                                                               |                                                                                                 |
| 1977 details                                          | Iran                         | Irak                                                                                            | 4–3                                                                                             | Iran                                                                                            | Bahrein                                                                                         | 3–1                                                                                             | Japan                                                                                           |
| 1978 details                                          | Bangladesh                   | Irak Zuid-Korea                                                                                 | 1–1 2                                                                                           |                                                                                                 | Noord-Korea Koeweit                                                                             | 1–1 3                                                                                           |                                                                                                 |
| 1979                                                  | China                        | Geannuleerd vanwege problemen met de binnenkomst van het Zuid-Koreaanse nationale team in China | Geannuleerd vanwege problemen met de binnenkomst van het Zuid-Koreaanse nationale team in China | Geannuleerd vanwege problemen met de binnenkomst van het Zuid-Koreaanse nationale team in China | Geannuleerd vanwege problemen met de binnenkomst van het Zuid-Koreaanse nationale team in China | Geannuleerd vanwege problemen met de binnenkomst van het Zuid-Koreaanse nationale team in China | Geannuleerd vanwege problemen met de binnenkomst van het Zuid-Koreaanse nationale team in China |
| 1980 details                                          | Thailand                     | Zuid-Korea                                                                                      | 4                                                                                               | Qatar                                                                                           | Japan                                                                                           | 4                                                                                               | Thailand                                                                                        |
| 1982 details                                          | Thailand                     | Zuid-Korea                                                                                      | 4                                                                                               | China                                                                                           | Irak                                                                                            | 4                                                                                               | Verenigde Arabische Emiraten                                                                    |
| 1985 details                                          | Verenigde Arabische Emiraten | China                                                                                           | 4                                                                                               | Saoedi-Arabië                                                                                   | Verenigde Arabische Emiraten                                                                    | 4                                                                                               | Thailand                                                                                        |
| 1986 details                                          | Saoedi-Arabië                | Saoedi-Arabië                                                                                   | 2–0                                                                                             | Bahrein                                                                                         | Noord-Korea                                                                                     | 1–0                                                                                             | Qatar                                                                                           |
| 1988 details                                          | Qatar                        | Irak                                                                                            | 1–1 ns (5–4)                                                                                    | Syrië                                                                                           | Qatar                                                                                           | 2–0                                                                                             | Verenigde Arabische Emiraten                                                                    |
| 1990 details                                          | Indonesië                    | Zuid-Korea                                                                                      | 0–0 ns (4–3)                                                                                    | Noord-Korea                                                                                     | Syrië                                                                                           | 1–0                                                                                             | Qatar                                                                                           |
| 1992 details                                          | Verenigde Arabische Emiraten | Saoedi-Arabië                                                                                   | 2–0                                                                                             | Zuid-Korea                                                                                      | Japan                                                                                           | 3–0                                                                                             | Verenigde Arabische Emiraten                                                                    |
| 1994 details                                          | Indonesië                    | Syrië                                                                                           | 2–1                                                                                             | Japan                                                                                           | Thailand                                                                                        | 1–1 ns (3–2)                                                                                    | Irak                                                                                            |
| 1996 details                                          | Zuid-Korea                   | Zuid-Korea                                                                                      | 3–0                                                                                             | China                                                                                           | Verenigde Arabische Emiraten                                                                    | 2–2 ns (4–3)                                                                                    | Japan                                                                                           |
| 1998 details                                          | Thailand                     | Zuid-Korea                                                                                      | 2–1                                                                                             | Japan                                                                                           | Saoedi-Arabië                                                                                   | 3–1                                                                                             | Kazachstan                                                                                      |
| 2000 details                                          | Iran                         | Irak                                                                                            | 2–1                                                                                             | Japan                                                                                           | China                                                                                           | 2–2                                                                                             | Iran                                                                                            |
| Aziatisch kampioenschap voetbal onder 20 (2000–2008)  |                              |                                                                                                 |                                                                                                 |                                                                                                 |                                                                                                 |                                                                                                 |                                                                                                 |
| 2002 details                                          | Qatar                        | Zuid-Korea                                                                                      | 1–0                                                                                             | Japan                                                                                           | Saoedi-Arabië                                                                                   | 4–0                                                                                             | Oezbekistan                                                                                     |
| 2004 details                                          | Maleisië                     | Zuid-Korea                                                                                      | 2–0                                                                                             | China                                                                                           | Japan                                                                                           | 1–1 ns (4–3)                                                                                    | Syrië                                                                                           |
| 2006 details                                          | Indonesië                    | Noord-Korea                                                                                     | 1–1 ns (5–3)                                                                                    | Japan                                                                                           | Zuid-Korea                                                                                      | 2–0                                                                                             | Jordanië                                                                                        |
| 2008 details                                          | Saoedi-Arabië                | Verenigde Arabische Emiraten                                                                    | 2–1                                                                                             | Oezbekistan                                                                                     | Australië en Zuid-Korea1                                                                        | Australië en Zuid-Korea1                                                                        | Australië en Zuid-Korea1                                                                        |
| Aziatisch kampioenschap voetbal onder 19 (2010–2022)  |                              |                                                                                                 |                                                                                                 |                                                                                                 |                                                                                                 |                                                                                                 |                                                                                                 |
| 2010 details                                          | China                        | Noord-Korea                                                                                     | 3–2                                                                                             | Australië                                                                                       | Saoedi-Arabië en Zuid-Korea1                                                                    | Saoedi-Arabië en Zuid-Korea1                                                                    | Saoedi-Arabië en Zuid-Korea1                                                                    |
| 2012 details                                          | Verenigde Arabische Emiraten | Zuid-Korea                                                                                      | 1–1 ns (4–1)                                                                                    | Irak                                                                                            | Australië en Oezbekistan1                                                                       | Australië en Oezbekistan1                                                                       | Australië en Oezbekistan1                                                                       |
| 2014 details                                          | Myanmar                      | Qatar                                                                                           | 1–0                                                                                             | Noord-Korea                                                                                     | Myanmar en Oezbekistan1                                                                         | Myanmar en Oezbekistan1                                                                         | Myanmar en Oezbekistan1                                                                         |
| 2016 details                                          | Bahrein                      | Japan                                                                                           | 0–0 ns (5–3)                                                                                    | Saoedi-Arabië                                                                                   | Iran en Vietnam1                                                                                | Iran en Vietnam1                                                                                | Iran en Vietnam1                                                                                |
| 2018 details                                          | Indonesië                    | Saoedi-Arabië                                                                                   | 2–1                                                                                             | Zuid-Korea                                                                                      | Japan en Qatar1                                                                                 | Japan en Qatar1                                                                                 | Japan en Qatar1                                                                                 |
| 2020                                                  | Oezbekistan                  | geannuleerd door de coronapandemie                                                              | geannuleerd door de coronapandemie                                                              | geannuleerd door de coronapandemie                                                              | geannuleerd door de coronapandemie                                                              | geannuleerd door de coronapandemie                                                              | geannuleerd door de coronapandemie                                                              |
| Aziatisch kampioenschap voetbal onder 20 (2023–heden) |                              |                                                                                                 |                                                                                                 |                                                                                                 |                                                                                                 |                                                                                                 |                                                                                                 |
| 2023 details                                          | Oezbekistan                  | Oezbekistan                                                                                     | 1–0                                                                                             | Irak                                                                                            | Japan en Zuid-Korea1                                                                            | Japan en Zuid-Korea1                                                                            | Japan en Zuid-Korea1                                                                            |
| 2025 details                                          | China                        | Australië                                                                                       | 1–1 ns (5–4)                                                                                    | Saoedi-Arabië                                                                                   | Zuid-Korea en Japan1                                                                            | Zuid-Korea en Japan1                                                                            | Zuid-Korea en Japan1                                                                            |

## Meest succesvolle teams
| Team                         | Kampioen                                                                     | Verliezend finalist                    | Derde plaats                | Vierde plaats         |
| ---------------------------- | ---------------------------------------------------------------------------- | -------------------------------------- | --------------------------- | --------------------- |
| Zuid-Korea                   | 12 (1959, 1960, 1963, 1978, 1980, 1982, 1990, 1996*, 1998, 2002, 2004, 2012) | 5 (1962, 1971, 1972, 1992, 2018)       | 2 (1968*, 2006)             | 1 (1961)              |
| Myanmar                      | 7 (1961, 1963, 1964, 1966, 1968, 1969, 1970)                                 | 1 (1965)                               | 2 (1967, 1971)              | –                     |
| Israël (#1)                  | 6 (1964, 1965, 1966, 1967, 1971, 1972)                                       | –                                      | 1 (1968)                    | 1 (1969)              |
| Irak                         | 5 (1975, 1977, 1978, 1988, 2000)                                             | 2 (2012, 2023)                         | 1 (1982)                    | 1 (1994)              |
| Iran                         | 4 (1973*, 1974, 1975, 1976)                                                  | 1 (1977*)                              | 1 (1969)                    | 1 (2000*)             |
| Noord-Korea                  | 3 (1976, 2006, 2010)                                                         | 2 (1990 , 2014)                        | 3 (1975, 1978, 1986)        | –                     |
| Saoedi-Arabië                | 3 (1986*, 1992, 2018)                                                        | 3 (1985, 2016, 2025)                   | 2 (1998, 2002)              | –                     |
| Thailand                     | 2 (1962*, 1969*)                                                             | –                                      | 4 (1961*, 1963, 1966, 1994) | 2 (1980*, 1985)       |
| Japan                        | 1 (2016)                                                                     | 6 (1973, 1994, 1998, 2000, 2002, 2006) | 4 (1959, 1980, 1992, 2004)  | 3 (1971*, 1977, 1996) |
| China                        | 1 (1985)                                                                     | 3 (1982, 1996, 2004)                   | 2 (1966, 2000)              | –                     |
| Qatar                        | 1 (2014)                                                                     | 1 (1980)                               | 1 (1988*)                   | 2 (1986, 1990)        |
| Syrië                        | 1 (1994)                                                                     | 1 (1988)                               | 1 (1990)                    | 1 (2004)              |
| Oezbekistan                  | 1 (2023)                                                                     | 1 (2008)                               | 1 (2012)                    | 1 (2002)              |
| Indonesië                    | 1 (1961)                                                                     | 1 (1967)                               | 1 (1962)                    | –                     |
| India                        | 1 (1974)                                                                     | 1 (1970)                               | –                           | –                     |
| Verenigde Arabische Emiraten | 1 (2008)                                                                     | –                                      | 2 (1985*, 1996)             | 3 (1982, 1988, 1992*) |
| Australië                    | 1 (2025)                                                                     | 1 (2010)                               | –                           | –                     |
| Maleisië                     | –                                                                            | 3 (1959*, 1960*, 1968)                 | 1 (1965)                    | 1 (1962)              |
| Bahrein                      | –                                                                            | 1 (1986)                               | 1 (1977)                    | –                     |
| Koeweit                      | –                                                                            | –                                      | 2 (1975*, 1978)             | –                     |
| Hongkong                     | –                                                                            | –                                      | 1 (1963)                    | 2 (1959, 1965)        |
| Singapore                    | –                                                                            | –                                      | –                           | 1 (1967)              |
| Kazachstan (#2)              | –                                                                            | –                                      | –                           | 1 (1998)              |
| Jordanië                     | –                                                                            | –                                      | –                           | 1 (2006)              |

* = Als gastland
(#1) = Israël werd in 1991 lid van de UEFA
(#2) = Kazachstan werd in 2002 lid van de UEFA

## Gastlanden
10 keer
 Thailand—1961, 1962, 1967, 1969, 1972, 1974, 1976, 1980, 1982, 1998
4 keer
 Indonesië—1990, 1994, 2006, 2018
 Maleisië—1959, 1960, 1963, 2004
3 keer
 Iran—1973, 1977, 2000
 Verenigde Arabische Emiraten—1985, 1992, 2012
2 keer
 Filipijnen—1966, 1970
 Japan—1965, 1971
 Qatar—1988, 2002
 Saoedi-Arabië—1986, 2008
 Zuid-Korea—1968, 1996
1 keer
 Bahrein—2016
 Bangladesh—1978
 China—2010
 India—2006
 Koeweit—1975
 Vietnam—1964
 Myanmar—2014
 Oezbekistan—2023
 Australië—2025